# Toivakka

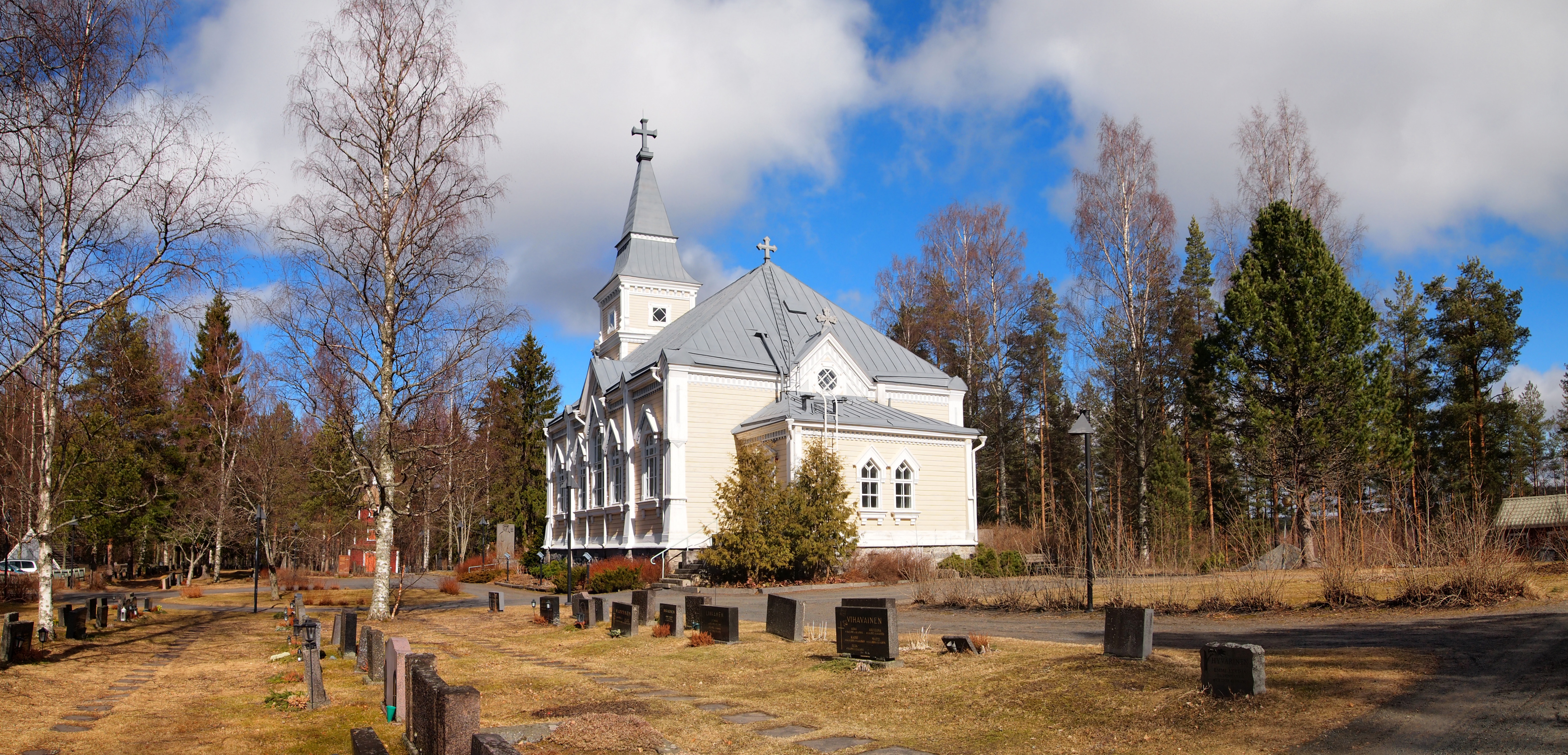
Toivakka

Toivakka [ˈtoi̯ʋɑkkɑ] ist eine Gemeinde in der Landschaft Mittelfinnland im Westen Finnlands.

## Ortschaften
Zu der Gemeinde gehören die Orte Haukanmaa, Heiska, Huikko, Humalamäki, Kankainen, Kirkonkylä, Nisula, Paloskylä, Ruuhimäki, Taka-Toivakka, Vihijärvi und Viisarimäki.

## Politik
Die Zentrumspartei  und die Sozialdemokraten liegen in Toivakka mit einem Wahlergebnis von jeweils rund 31 Prozent bei der Kommunalwahl 2008 etwa gleichauf und stellen im Gemeinderat, der höchsten Entscheidungsinstanz bei lokalen Angelegenheiten, jeweils sieben Abgeordnete. Drittstärkste Kraft sind die Christdemokraten mit drei Mandaten, gefolgt von der konservativen Nationalen Sammlungspartei mit zwei Sitzen. Zwei Mandate errang auch eine lokale Wählerliste (Toivakan sitoutumattomat yhteislista).
| Partei                               | Wahlergebnis 2008 | Sitze |
| ------------------------------------ | ----------------- | ----- |
| Zentrumspartei                       | 31,2 %            | 7     |
| Sozialdemokraten                     | 30,8 %            | 7     |
| Christdemokraten                     | 14,5 %            | 3     |
| Nationale Sammlungspartei            | 9,5 %             | 2     |
| Toivakan sitoutumattomat yhteislista | 9,5 %             | 2     |

## Söhne und Töchter der Gemeinde
- Jorma Etelälahti (* 1951), Nordischer Kombinierer
- Juha Heinonen (1960–2007), Mathematiker
- Arja Koriseva (* 1965), Sängerin